# Busifikace

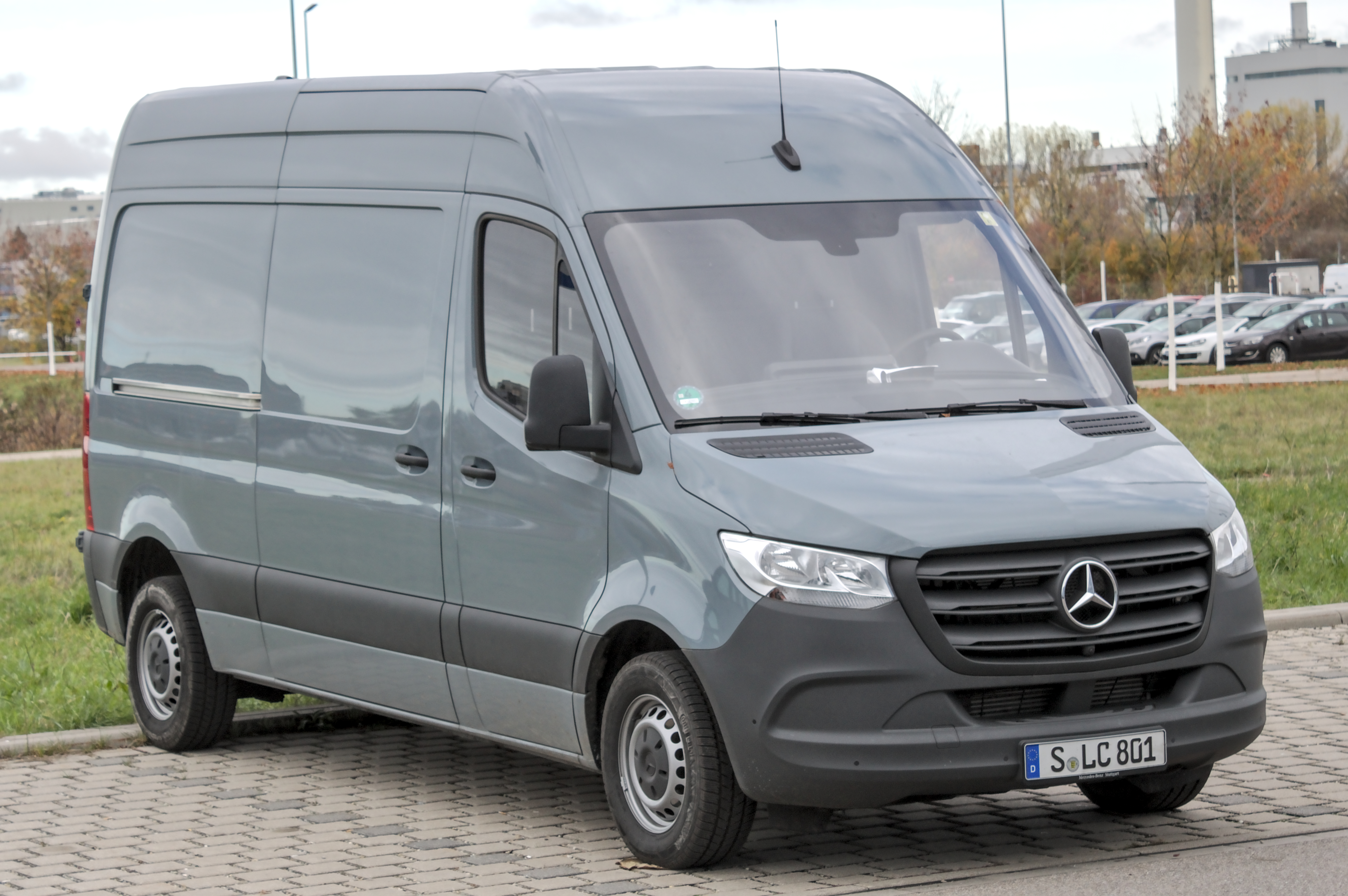
Mikrobusy jsou nejčastěji používaným vozidlem při busifikaci.

Busifikace (ukrajinsky бусифікація) je ironický neologismus, který vznikl v ukrajinském informačním prostoru během všeobecné mobilizace v souvislosti s ruskou invazí. Užívá se pro označení situací, kdy představitelé ukrajinských teritoriálních center rekrutace (TCK) nebo policejních orgánů zadržují muže v branném věku na ulici, násilně je naloží do mikrobusu a odvezou je do rekrutačního střediska.
Podle slovníku neologismů Myslovo se termín „busifikace“ stal slovem roku 2024 na Ukrajině.

## Případy
Jak informuje ukrajinská televize TSN, za prvních devět měsíců roku 2024 ukrajinský ombudsman Dmytro Lubinec obdržel přes jeden a půl tisíce dopisů od Ukrajinců o porušení jejich práv pracovníky TCK.
Podle slov ukrajinské poslankyně ze strany Holos a členky parlamentní komise pro otázky národní bezpečnosti, obrany a rozvědky Solomije Bobrovské, kvůli problému busifikace, jaká nejhůře probíhala v Zakarpatské, Oděské a Černovické oblasti, kde se stala systémovým jevem, se parlament v květnu 2024 dohodl s generálním štábem a ministerstvem obrany o rozšíření práv vojenských orgánů a povinností pro samosprávy výměnou za ukončení používání násilí při mobilizaci. Orgány vojenského velení, jak říká poslankyně, tuto dohodu porušily, a za porušení odpovědnosti jsou pracovníci TCK trestáni jen výjimečně. Poslanec Jehor Černěv potvrdil existenci této dohody. Na počátku prosince 2024 sdělil, že parlamentní komise mnohokrát zvala na svoje zasedání zástupce ministerstva obrany kvůli případům busifikace.
Podle předsedy Rady rezervistů pozemních vojsk Ukrajiny Ivana Tymočka se busifikace zpravidla prováděly mezi lidmi vyhýbajícími se vojenské službě a osobami hledanými úřady. Média z toho podle něj dělala senzaci a politici si na tom získávali politické body.

## Názory
Podle slov vojáka a bývalého zastupitele města Lvova Ihora Šoltysa musí stát používat svůj monopol na násilí a začlenit tak lidi do armády, když to odmítají dobrovolně, neboť pro používání techniky musí být lidské zdroje. Negativním efektem busifikace je, že v armádě se nacházejí lidé bez motivace.
Podle vojáka a bývalého poslance Ihora Lucenka, je potřeba neplést busifikaci s povinnou mobilizací, jaká byla ve všech zemích v době totální války. Nucená mobilizace předpokládá, že se stát opírá o specialisty z určitých oborů. Naopak když lidi jsou náhodně chytáni na ulici, znamená to, že pracovníky TCK zajímá jen množství lidí.
Centrum strategické komunikace a informační bezpečnosti Ukrajiny spojuje používání tohoto termínu s úsilím ruské propagandy posílit protimobilizační rétoriku a diskreditovat TCK jako instituci.